# Числа трибоначчи
Чи́сла трибона́ччи — последовательность целых чисел {\displaystyle \left\{t_{n}\right\}}, заданная с помощью линейного рекуррентного соотношения:
{\displaystyle t_{0}=0,\quad t_{1}=0,\quad t_{2}=1,\quad t_{n+3}=t_{n+2}+t_{n+1}+t_{n}}.
Название является вариацией «чисел Фибоначчи» — с добавкой «три» (лат. tri-), обозначающей количество суммируемых чисел.
Последовательность чисел трибоначчи начинается так:
0, 0, 1, 1, 2, 4, 7, 13, 24, 44, 81, 149, 274, 504, 927, 1705, 3136, 5768, 10609, 19513, 35890, 66012, 121415, 223317, 410744, 755476, 1389537, 2555757, 4700770, 8646064, 15902591, 29249425, 53798080, 98950096, 181997601, 334745777, … (последовательность A000073 в OEIS)

## Свойства
- При {\displaystyle {n\to \infty }} отношение соседних членов {\displaystyle {\tfrac {t_{n+1}}{t_{n}}}} стремится к константе трибоначчи {\displaystyle C} — действительному корню характеристического уравнения {\displaystyle x^{3}-x^{2}-x-1=0.} Это число можно выразить в радикалах: {\displaystyle C={\frac {1}{3}}\left[1+{\sqrt[{3}]{19+3{\sqrt {33}}}}+{\sqrt[{3}]{19-3{\sqrt {33}}}}\right]=1{,}839286755\ldots }

Десятичные цифры образуют последовательность A058265 в OEIS. Сопряжённые ему числа равны
{\displaystyle {\begin{alignedat}{2}C_{2,~3}&={\frac {1}{6}}\left[2-{\sqrt[{3}]{19+3{\sqrt {33}}}}-{\sqrt[{3}]{19-3{\sqrt {33}}}}\pm i{\sqrt {3}}\left({\sqrt[{3}]{19+3{\sqrt {33}}}}-{\sqrt[{3}]{19-3{\sqrt {33}}}}\right)\right]\\&\approx 0{,}4196\pm 0{,}6063i.\\\end{alignedat}}}
- Любой член ряда трибоначчи можно определить из соотношения, аналогичного формуле Бине для чисел Фибоначчи.{\displaystyle t_{n}={\frac {C^{n+2}}{(C-C_{2})(C-C_{3})}}+{\frac {C_{2}^{n+2}}{(C-C_{2})(C_{3}-C_{2})}}+{\frac {C_{3}^{n+2}}{(C-C_{3})(C-C_{3})}}.}[1]

Причём модули чисел {\displaystyle C_{2,~3}} меньше единицы, а значит, с возрастанием n последние два слагаемых становятся всё меньше по модулю и приближаются к нулю, так что при натуральных n
{\displaystyle t_{n}=\left\lfloor {\frac {3bC^{n}}{b^{2}-2b+4}}\right\rceil ,}
где {\displaystyle b=\left(586+102{\sqrt {33}}\right)^{1/3}}, а {\displaystyle \lfloor \cdot \rceil } — округление до ближайшего целого.